# Bodak Yellow
Bodak Yellow (auch Bodak Yellow (Money Moves)) ist die Debüt-Single der US-Rapperin Cardi B. Sie erschien am 16. Juni 2017 und wurde von der Rapperin selbst geschrieben und aufgenommen. Produziert wurde der Track von J. White Did It, die Single findet sich auf ihrem Debüt-Album Invasion of Privacy, dieses erschien über das Label Atlantic Records. Bereits nach drei Monaten der Veröffentlichung der Single landete Bodak Yellow auf Platz 1 der US Billboard Hot 100. Somit ist sie die zweite Rapperin, die es schaffte, mit einem Solo-Song diese Platzierung zu erreichen. Zuletzt war dies nur Lauryn Hill mit Doo Wop im Jahre 1998 gelungen. Drei Wochen lang hielt sich die Single auf Platz eins der US-Charts, 20 Wochen in den Top 10 und 35 insgesamt innerhalb der Top 100.
In Deutschland und der Schweiz konnte Cardi B mit ihrer Debüt-Single noch nicht in die Charts gelangen, in der Schweiz schaffte sie es jedoch in die Top 100 und hielt sich dort für 5 Wochen.

## Hintergrund
Die Rapperin arbeitete, bevor sie begann, Musik zu machen, als Stripperin in der Bronx. Bereits zu dieser Zeit baute Cardi B sich durch Social-Media-Kanäle eine Reichweite auf, ihre Bekanntheit steigerte sich dann noch durch ihren Auftritt in der Reality Show Love & Hip Hop: New York. Diese Reichweite und ihr auf Hip-Hop-Fans sympathisch wirkendes großes Mundwerk verhalfen ihr und ihrer Single zum Erfolg. Stolz verkündet sie in dem Track, dass sie nun nicht mehr für ihr Geld tanzen müsse und nun soviel davon hätte, dass dieses für sich selbst arbeiten könne. („I don't dance now, I make money move.“) Außerdem rappt sie, dass sie sich nun teure Schuhe von Christian Louboutin leisten kann („These expensive, these is red bottoms These is bloody shoes“). Die Vogue berichtete, dass sie im September 2017 begehrter Gast auf Fashion Shows sei und bei Alexander Wang und Pat McGrath performen darf.

## Rezeption
Im Jahr 2017 erntete Cardi B für den Song sehr viel Anerkennung, die The New York Times ernannte Bodak Yellow zum „rap anthem of summer 2017“.
Cardi B erhielt im Jahr 2021 zum Internationalen Frauentag die Diamant-Auszeichnung für den Song.

## Kommerzieller Erfolg

### Chartplatzierungen
| ChartsChartplatzierungen       | Höchstplatzierung | Wochen |
| ------------------------------ | ----------------- | ------ |
| Schweiz (IFPI)                 | 74 (5 Wo.)        | 5      |
| Vereinigte Staaten (Billboard) | 1 (35 Wo.)        | 35     |
| Vereinigtes Königreich (OCC)   | 24 (21 Wo.)       | 21     |

| ChartsJahrescharts (2017)      | Platzierung |
| ------------------------------ | ----------- |
| Vereinigte Staaten (Billboard) | 24          |

| ChartsJahrescharts (2018)      | Platzierung |
| ------------------------------ | ----------- |
| Vereinigte Staaten (Billboard) | 54          |

| ChartsJahrescharts (2010–2019) | Platzierung |
| ------------------------------ | ----------- |
| Vereinigte Staaten (Billboard) | 80          |

### Auszeichnungen für Musikverkäufe
| Land/Region                  | Auszeichnungen für Musikverkäufe (Land/Region, Auszeichnung, Verkäufe) | Verkäufe   |
| ---------------------------- | ---------------------------------------------------------------------- | ---------- |
| Australien (ARIA)            | 6× Platin                                                              | 420.000    |
| Dänemark (IFPI)              | Gold                                                                   | 45.000     |
| Deutschland (BVMI)           | Gold                                                                   | 200.000    |
| Frankreich (SNEP)            | Platin                                                                 | 200.000    |
| Italien (FIMI)               | Gold                                                                   | 25.000     |
| Kanada (MC)                  | 8× Platin                                                              | 640.000    |
| Neuseeland (RMNZ)            | 3× Platin                                                              | 90.000     |
| Norwegen (IFPI)              | Gold                                                                   | 30.000     |
| Österreich (IFPI)            | Gold                                                                   | 15.000     |
| Polen (ZPAV)                 | Platin                                                                 | 20.000     |
| Portugal (AFP)               | Platin                                                                 | 10.000     |
| Vereinigte Staaten (RIAA)    | 11× Platin                                                             | 11.000.000 |
| Vereinigtes Königreich (BPI) | Platin                                                                 | 600.000    |
| Insgesamt                    | 6× Gold · 22× Platin · 1× Diamant ·                                    | 13.295.000 |

Hauptartikel: Cardi B/Auszeichnungen für Musikverkäufe